# Rulon Gardner
Pour les articles homonymes, voir Gardner.
Rulon Gardner, né le 16 août 1971 à Afton (Wyoming), est un lutteur américain en lutte greco-romaine, surtout connu pour avoir remporté la médaille d'or des Jeux olympiques d'été de 2000 à Sydney en battant en finale le légendaire lutteur russe Alexander Karelin, qui était alors invaincu en compétition internationale depuis treize années.
Aux Jeux de 2004, il représente de nouveau les États-Unis à la suite de son titre de champion national remporté en mai 2005 contre Dremiel Byers.